# Hyposkenion
Hyposkenion – tak nazywano wolną przestrzeń pomiędzy orchestrą a proskenionem w teatrze rzymskim i greckim okresu hellenistycznego. Ścianę wzdłuż hyposkeonu zdobiono kolumnami, reliefami. Hyposkeon służył jako wyjście dla aktorów grających bohaterów związanych ze światem podziemnym (duchy, bogów podziemnych).